# Tlacotalpan
Tlacotalpan és una localitat i municipi del sud-est de l'estat de Veracruz dins dels límits de la Conca del Papaloapan, a Mèxic, el seu nom significa "terra partida". Situat a la costa del Golf de Mèxic, és conegut per la seva tradició pesquera i pels dos festivals anuals de música jarocha i desena que patrocina, especialment interessant per formar un vincle cultural i històric entre la música Andalusia, del centre-occident de l'Àfrica i de les cultures natives de Mesoamèrica.Està inscrit a la llista del Patrimoni de la Humanitat de la UNESCO des del 1998